# Viktor Petrakov
Viktor Petrakov (russe : Виктор Степанович Петраков), né le 15 janvier 1949, est un ancien joueur de basket-ball soviétique. Il est le père d'Anna Petrakova.

## Palmarès
- Finaliste du championnat d'Europe 1977
- Finaliste de l'Universiade d'été de 1977